# Halil Umut Meler

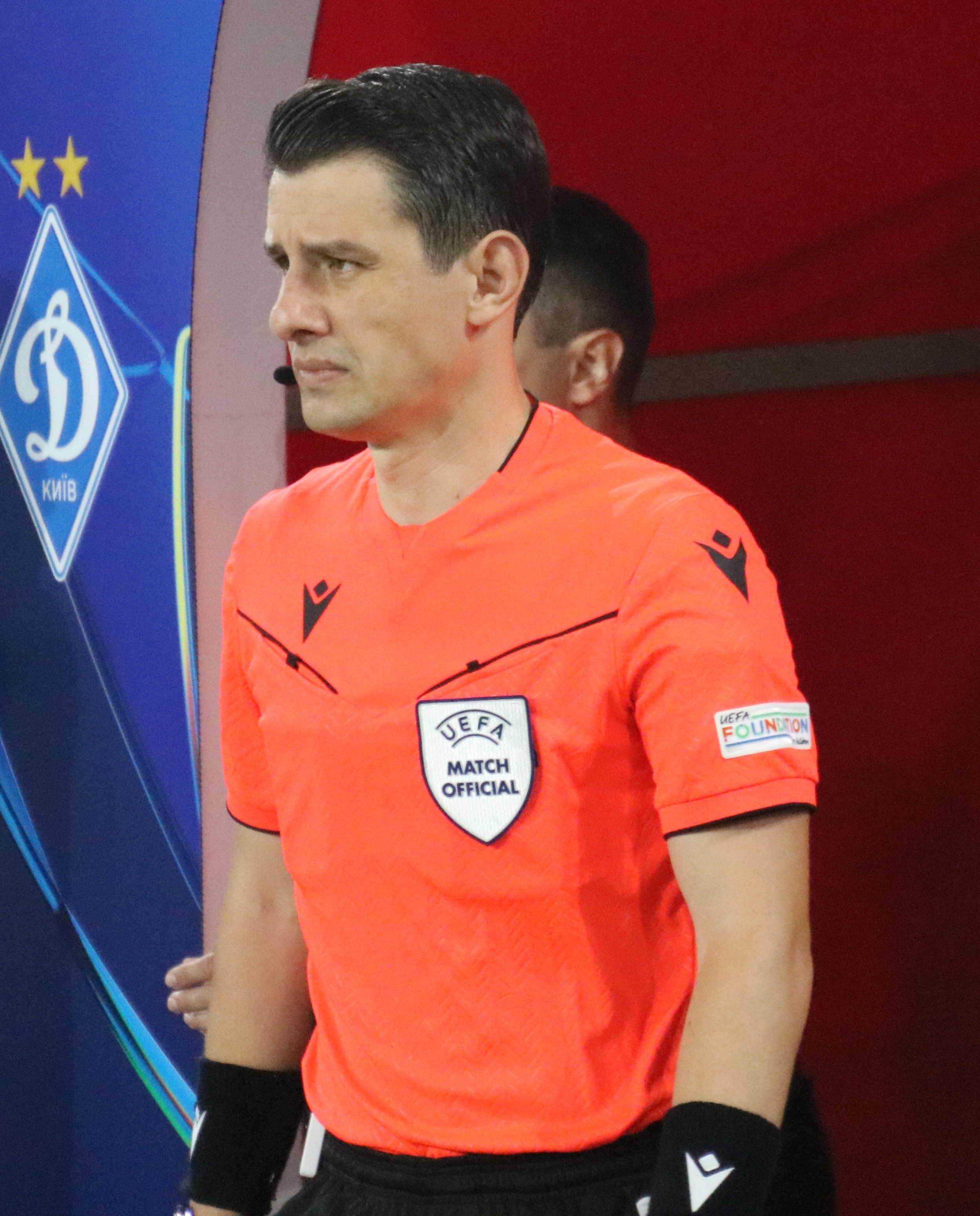
Halil Umut Meler (2024)

Halil Umut Meler (* 1. August 1986 in Izmir) ist ein türkischer Fußballschiedsrichter.

## Werdegang
Meler leitete ab der Saison 2015/16 Spiele in der türkischen Süper Lig. Er pfiff mehrfach das Interkontinentale Derby.
Ab 2017 stand er auf der Liste der FIFA-Schiedsrichter und leitete internationale Fußballspiele. In der Saison 2018/19 leitete Meler erstmals ein Spiel in der UEFA Europa League, in der Saison 2020/21 erstmals ein Spiel in der UEFA Champions League. Zudem pfiff er Partien in der UEFA Nations League, in der EM-Qualifikation für die EM 2021, in der europäischen WM-Qualifikation für die WM 2022 in Katar sowie Freundschaftsspiele.
Bei der U-17-Europameisterschaft 2018 in England leitete Meler drei Gruppenspiele sowie das Finale zwischen Italien und den Niederlanden (2:2, 1:4 i. E.). Bei der U-21-Europameisterschaft 2021 in Slowenien und Ungarn leitete Meler zwei Partien in der Gruppenphase.
Zur zweiten Hälfte der Saison 2021/22 stieg Meler in die Kategorie der UEFA-Elite-Schiedsrichter auf.
Gemeinsam mit seinen Assistenten Mustafa Emre Eyisoy und Kerem Ersoy wurde er für die Fußball-Europameisterschaft 2024 in Deutschland nominiert und kam dort zweimal in der Gruppenphase und bei einem Achtelfinalspiel zum Einsatz.

## Tätlicher Angriff durch Ankaragücü-Präsident Faruk Koca
Am 11. Dezember 2023 wurde Meler nach der von ihm geleiteten Süper-Lig-Partie MKE Ankaragücü gegen Çaykur Rizespor von Faruk Koca, Präsident von MKE Ankaragücü, angegriffen und per Faustschlag niedergestreckt; auf dem Boden liegend, wurde von anderen Personen mehrmals auf ihn eingetreten. Meler wurde ins Krankenhaus eingeliefert, wo ein Jochbeinbruch diagnostiziert wurde. Koca wurde festgenommen. Meler sagte später aus, Koca habe ihm auf dem Platz gedroht, ihn zu töten. Der Fall erregte in der Türkei sowie international große Aufmerksamkeit; unter anderem verurteilten Präsident Recep Tayyip Erdoğan, Innenminister Ali Yerlikaya, Justizminister Yılmaz Tunç, TFF-Präsident Mehmet Büyükekşi, FIFA-Präsident Gianni Infantino und FIFA-Schiedsrichterchef Pierluigi Collina die Attacke. Der Türkische Fußballverband (TFF) setzte den Spielbetrieb der Süper Lig auf unbestimmte Zeit aus. Koca trat am Tag darauf von seinem Präsidentenamt zurück und entschuldigte sich für die von ihm begangene Gewalt auf der Social-Media-Plattform X, nachdem er zuvor ein erstes, rechtfertigendes Statement veröffentlicht hatte. Am 13. Dezember 2023 wurde Meler aus dem Krankenhaus entlassen.
Im November 2024 wurde Koca zu einer Haftstrafe von drei Jahren und sieben Monaten verurteilt. Auch zwei weitere Angreifer erhielten Freiheitsstrafen.
Der zunächst ausgesetzte Spielbetrieb wurde am 19. Dezember 2023 wieder aufgenommen. Am 14. Januar 2024 wurde Meler im Spiel zwischen İstanbulspor und Konyaspor (0:0) erstmals nach dem Vorfall wieder in der Süper Lig eingesetzt.

## Einsätze bei der Fußball-Europameisterschaft 2024
| Phase        | Datum         | Spielort      | Heimmannschaft | Gastmannschaft | Ergebnis             |
| ------------ | ------------- | ------------- | -------------- | -------------- | -------------------- |
| Gruppenphase | 17. Juni 2024 | Frankfurt     | Belgien        | Slowakei       | 0:1 (0:1)            |
| Gruppenphase | 21. Juni 2024 | Berlin        | Polen          | Österreich     | 1:3 (1:1)            |
| Achtelfinale | 30. Juni 2024 | Gelsenkirchen | England        | Slowakei       | 2:1 n. V. (1:1, 0:1) |